# Колмаков, Валерий Агафонович
Валерий Агафонович Колмаков (род. 7 июня 1946 года в селе Горбы Берёзовского района Красноярского края, РСФСР, СССР) — советский и российский юрист, сотрудник органов МВД СССР, политический деятель, депутат Государственной Думы ФС РФ первого созыва (1993—1995), заместитель начальника Главного управления безопасности и борьбы с коррупцией Федеральной службы налоговой полиции, главный советник аппарата полномочного представителя Президента РФ в Центральном федеральном округе, депутат Московской областной Думы, член фракции «Единая Россия».

## Биография
В 1973 году получил высшее образование по специальности «юрист-правовед» в Омской высшей школе МВД. С 1968 по 1973 год служил милиционером в УВД Красноярского края. С 1973 по 1985 год служил в УВД города Норильска, старшим оперуполномоченным, начальником отдела уголовного розыска. С 1985 по 1988 год служил в Ачинском городском ОВД в должности начальника. С 1988 по 1993 год работал начальником Управления внутренних дел города Норильска. В 1992 году окончил Академию министерства внутренних дел СССР, полковник милиции.
В 1993 году избран депутатом Государственной думы Федерального Собрания Российской Федерации первого созыва от Енисейского одномандатного избирательного округа № 47 Красноярского края. В Государственной думе был членом комитета по безопасности, входил в депутатскую группу «Новая региональная политика».
С 1996 по 2001 год служил в Федеральной службе налоговой полиции РФ первым заместителем начальника Главного управления безопасности и борьбы с коррупцией. С 2001 по 2007 год работал в Аппарате полномочного представителя Президента РФ в Центральном федеральном округе в должности главного советника. В 2007 году избран депутатом Московской областной думы 4 созыва от партии «Единая Россия».

## Награды и звания
- Медаль ордена «За заслуги перед Отечеством» II степени[3]
- Заслуженный работник МВД СССР[3][7]
- Заслуженный юрист Российской Федерации[3]
- Почетный сотрудник налоговой полиции[3]
- Знак губернатора Московской области «За полезное»[3].